# 弗雷德里克·比爾戈
弗雷德里克·比爾戈（挪威語：Fredrik Semb Berge；1990年2月6日—）是一位挪威足球運動員。在場上的位置是後衛。他現在效力於挪威足球超級聯賽球隊莫迪足球俱樂部。他也代表挪威國家足球隊參賽。